# Harusame monogatari
Le Harusame monogatari (kanji : 春雨物語 ; hiragana : はるさめものがたり), traduit par Les Contes de la pluie de printemps (moins souvent par Contes de la pluie de printemps) est la seconde fameuse collection d'histoires japonaise d'Ueda Akinari après le Ugetsu monogatari (Contes de pluie et de lune).
Le recueil de dix histoires relève du genre yomihon de la littérature japonaise, exemple remarquable de la contribution du Japon aux débuts de la littérature moderne mondiale, bien que ce deuxième recueil de Ueda n'a pas été imprimé avant 1907, un siècle après sa mort en 1808. L'édition de 1907 était basée sur un manuscrit incomplet et l'édition intégrale n'a été publiée qu'en 1950,.

## Contenu
Les récits semi-historiques reflètent l'intérêt d'Akinari pour les fictions historiques kokugaku.
- Chikatabira (血かたびら?, La Robe ensanglantée), historique[6].
- Amatsu otome (天津処女?, La Pucelle Amatsu), historique.
- Kaizoku (海賊?, Le Pirate), historique[7].
- Nise no en (二世の縁?, Le destin qui dure deux vies), aussi appelé Le Lien du mariage. L'histoire d'une relation réincarnée au moyen du sokushinbutsu[8].
- Me hitotsu no kami (目ひとつの神?), historique.
- Shinikubi no egao (死首の咲顔?, Le Sourire sur le visage du cadavre).
- Suteishi maru (捨石丸?, Le Navire Suteishi). Le nom du vaisseau perdu Sute-ishi signifie une pierre rejetée dans un jardin sec, ou une pierre sacrifiée au jeu de go.
- Miyagi ga tsuka (宮木が塚?, La Tombe de Miyagi).
- Uta no homare (歌のほまれ?, À la louange des Song), historique.
- Hankai (樊噲?, Récit picaresque de la vie mouvementée d'un jeune homme… qui plus tard se fait appeler Hankai)[9].

## Comparaisons avec leUgetsu monogatari
Les deux ensembles partagent le « délice d'inspiration de Akinari (kokugaku) pour le mystérieux et le problématique. Contrairement au Ugetsu monogatari le Harusame monogatari n'est pas essentiellement une collection d'histoires de fantômes. Le style élégant de la collection précédente est remplacé par un style lapidaire « parfois agité ».